# SLIM
SLIM (Smart Lander for Investigating Moon, japonsky 小型月着陸実証機) je lunární přistávací mise Japonské agentury pro průzkum vesmíru (JAXA).  Sonda přistála 19. ledna 2024 v kráteru Shioli v měsíčním moři Mare Nectaris na přivrácené straně Měsíce a Japonsko se tak stalo pátou zemí, která hladce přistála na měsíčním povrchu. První návrh, který později vešel ve známost jako Small Lunar Landing Experiment Satellite (SLIM), se objevil už v roce 2002. Tehdy ještě pod názvem SELENE-B.

## Popis sondy
Sonda, lépe řečeno lander, byl navržen jinak, než jsme u podobných misí zvyklí. Mnohé napoví již samotné rozměry a váha. Hmotnost prázdné sondy byla 200 kg a startovní hmotnost činila 700 až 730 kg. Vzhledem se SLIM podobá spíše družici než měsíčnímu landeru. Základem celé konstrukce je nádrž na palivo a okysličovadlo, která přispěla k celkovému snížení hmotnosti. Na těle dále najdeme dvojici hlavních raketových motorů o tahu 500 N a sérii 12 manévrovacích trysek v konfiguraci po třech do kříže o tahu 20 N. Přistávací radar, navigační kamery, anténu, přistávací vzpěry s tlumiči nárazu a tenké solární panely na horní části.
SLIM je dále vybaven spektrální kamerou MCB, která měla začít fungovat po úspěšném přistání a koutovým odražečem (LRA) od NASA. Spolu se sondou se na Měsíc svezla ještě dvojce zajímavých až kuriózních vozítek s názvem LEV-1 a LEV-2 (Lunar Excursion Vehicle). Sofistikovanější jednička má solární články a byla schopna přímé komunikace se Zemí. Její pohyb připomíná skok žáby a to doslova. Menší LEV-2 (SORA-Q) je v podstatě rozkládací míček o hmotnosti 250 g a průměru (ve složeném stavu) 8 cm. Tento zajímavý robot byl inspirován dětskými hračkami a má ho na svědomí Tomy Company, Sony Group Corporation a Doshisha University. Po přistání se jí podařilo nafotit SLIM a JAXA tuto fotografii zveřejnila.

## Průběh mise
Mise do vesmíru začala 7. září 2023 na japonském kosmodromu Tanegašima startem rakety H-IIA, která vynesla americko-japonský rentgenový teleskop XRISM a také japonský lunární lander SLIM. Na orbitální dráhu Měsíce modul vstoupil 25. prosince 2023 a po brzdných manévrech přistál na povrchu Měsíce 19. ledna 2024. Solární jednotka SLIMu nejprve nebyla schopná generovat elektřinu, protože solární panely byly po přistání pod špatným úhlem. Nicméně se zpožděním se ji podařilo zprovoznit. Celý modul je navržen tak, že nemá přečkat měsíční noc, nicméně k 28. března 2024 přečkal dvě lunární noci a stále posílal nové snímky. Naposledy byl se Zemí v kontaktu koncem dubna 2024. Agentura JAXA po opakovaných pokusech o obnovení spojení koncem srpna 2024 oznámila, že „ukončila operace” související s modulem.

## Přínosy mise
JAXA ve spolupráci s institutem Space and Astronautical Science (ISAS) navrhla a postavila navigační systém schopný přesného přistání. A to byl i hlavní úkol mise SLIM. Ověřit přesné přistání s přesností na 100 metrů. Zde jsou dva hlavní přínosy mise v bodech. 

### Cíl A: Demonstrace vysoce přesné technologie přistání na Měsíci
- Přesnost cíleného přistání s přesností 100 m. Ve srovnání s několika kilometry až desítkami kilometrů u běžných lunárních přistání přistávacích modulů.
- Klíčová technologie zahrnuje optickou navigaci a systém autonomního navádění a řízení.

### Cíl B: Realizace lehkého systému lunárních a planetárních sond, který umožní častější průzkumné mise na Měsíc a planety
- Malý, lehký a vysoce výkonný chemický pohonný systém
- Snížení hmotnosti základních prvků konstrukce většiny kosmických lodí, jako jsou počítače a napájecí systémy.

Šlo o technologický demonstrátor a výsledky z této výpravy budou implementovány do plnohodnotných misí, jako je chystaná mise JAXA Martian Moons eXploration (MMX), která se pokusí o odběr vzorků z Phobosu, většího ze dvou měsíců Marsu. Dalším příkladem je polární mise LUPEX (Lunar Polar Exploration Mission), na které JAXA spolupracuje s indickou agenturou ISRO a také do budoucí polárních misí na Měsíc, ale těžit z výsledků budou samozřejmě i další mezinárodní projekty spojené s Měsícem, jako třeba program Artemis.

## Galerie

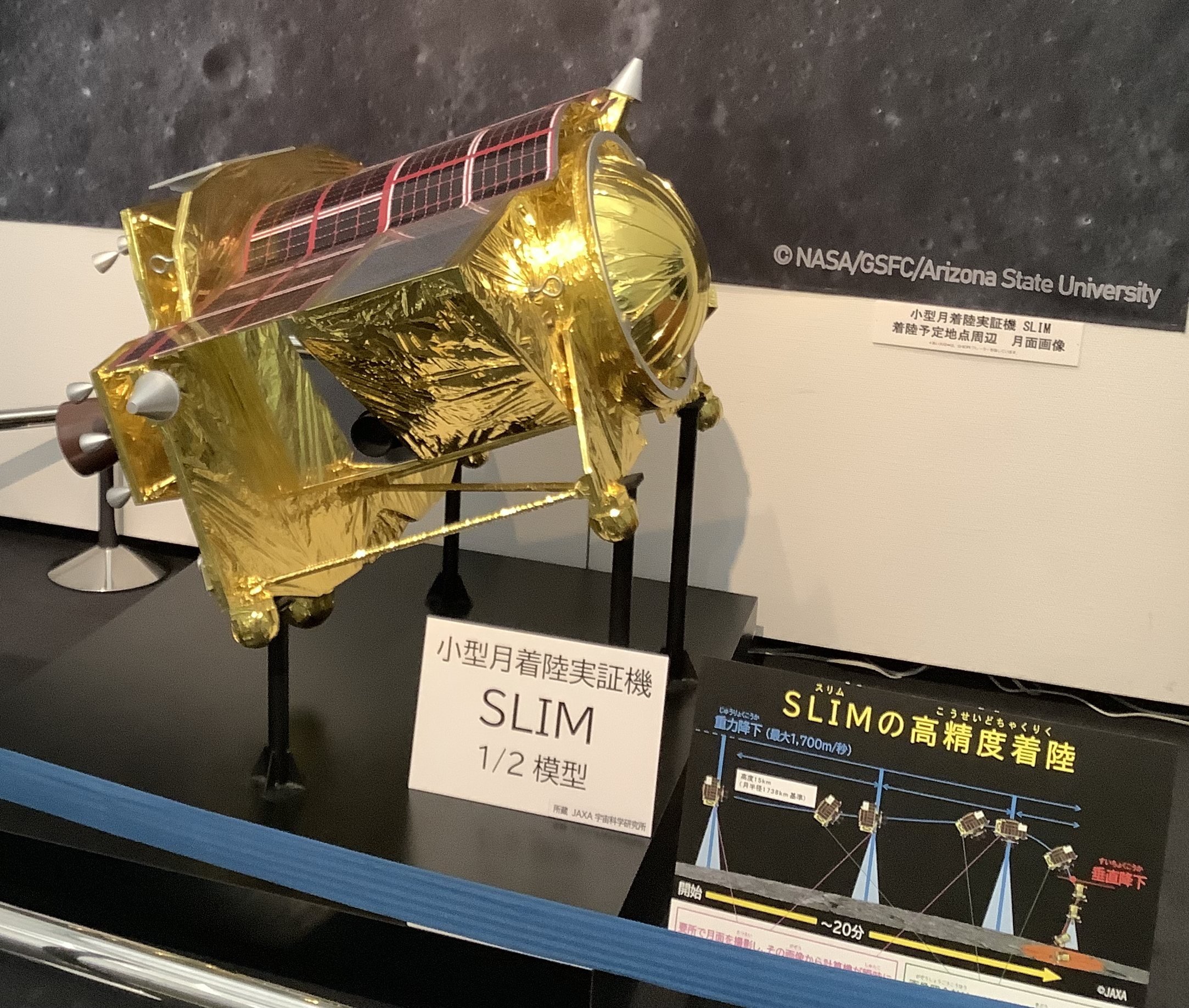
Model sondy SLIM
Animace letu